# 이필성
이필성(1986년 8월 11일 ~ )은 대한민국의 기업가이다. 샌드박스 네트워크의 CEO이자 창립자이다.

## 개요
연세대학교 경영학과를 졸업했다. 2011년부터 2015년까지 구글코리아에서 일하다가 퇴사하고 대학 동기인 도티와 함께 샌드박스 네트워크를 창업했다. 초반에는 도티가 CEO였으나 방송일에 집중하기 위하여 이필성에게 CEO 자리를 물려주었다. 대신 도티가 CCO 자리에 올랐다.